# Valutareserv
En valutareserv är en stats reserv av guld och värdepapper i utländska valutor. Dess uppgift är att fungera som en buffert, en reserv att ta ur i dåliga tider. På så sätt ska man kunna göra ingrepp på valutamarknaden, exempelvis för att försvara värdet på landets valuta. Dessutom kan valutareserven användas för att ge krediter åt banker som drabbats av likviditetsproblem, för att garantera det finansiella systemets stabilitet.
Andel av totalen (%)År50607080901001101995199920032007201120152019US-dollarEuroD-markFransk francPund sterlingJapansk yenRenminbiÖvrigtGlobala reservvalutors andelar
Andel av totalen (%)År010203040506070801995199920032007201120152019US-dollarEuroD-markFransk francPund sterlingJapansk yenRenminbiÖvrigtGlobala reservvalutors andelar